# Dubenec (Boêmia Central)
Dubenec é uma comuna checa localizada na região da Boêmia Central, distrito de Příbram.